# Guineu de les Malvines
La guineu de les Malvines (Dusicyon australis) és una espècie extinta de cànid. Amb el seu pelatge marró vermellós i la cua amb la punta blanca, s'assemblava a altres espècies de guineu o a un llop. La guineu de les Malvines vivia a les illes Malvines i fou observat per darrer cop el 1876. Es creu que des d'aleshores s'ha extingit a causa de la caça.
És probable que la guilla de les Malvines s'alimentés d'animals petits que també vivien a les Malvines, com ara pingüins, però també es podria haver alimentat d'ovelles. Com que la gent creia que les raboses de les Malvines els mataven les ovelles, les caçaren, les enverinaren i els pararen trampes fins que finalment s'extingí.